# Spoorlijn Asker - Spikkestad
De spoorlijn Asker - Spikkestad ook wel Spikkestadlinjen genoemd is een Noorse spoorlijn tussen de stad Asker gelegen in de provincie Akershus en de stad Spikkestad gelegen in de provincie Buskerud.

## Geschiedenis
Het traject werd door Norges Statsbaner (NSB) de als smalspoorlijn als onderdeel van de Drammenbanen op 3 juli 1872 geopend. Het traject werd omgespoord tot normaalspoor en op 11 februari 1920 heropend. Het traject tussen Spikkestad en Brakerøya werd op 2 juni 1973 gesloten en deels opgebroken. Het traject tussen Spikkestad en Gullaug werd in 1994 gesloten.

## Treindiensten
De Norges Statsbaner verzorgt het personenvervoer op dit traject met NSB Regiontog / RB treinen.
De treindienst wordt onder meer uitgevoerd met treinstellen van het type BM 69 en het type BM 72.
- RB 550: Spikkestad - Oslo - Moss

## Aansluitingen
In de volgende plaatsen was of is er een aansluiting van de volgende spoorwegmaatschappijen:

#### Asker
- Drammenbanen, spoorlijn tussen Drammen en Oslo S
- Askerbanen, spoorlijn tussen Skøyen en Asker

#### Lier
- Lierbanen, voormalige spoorlijn tussen Lier en Svangstrand

#### Brakerøya
- Drammenbanen, spoorlijn tussen Drammen en Oslo S
- Bergensbanen, spoorlijn tussen Bergen en Oslo S
- Sørlandsbanen, spoorlijn tussen Stavanger en Olslo S

## Elektrische tractie
Het traject werd op 26 november 1922 geëlektrificeerd met een spanning van 15.000 volt 16 2/3 Hz wisselstroom.

## Afbeeldingen

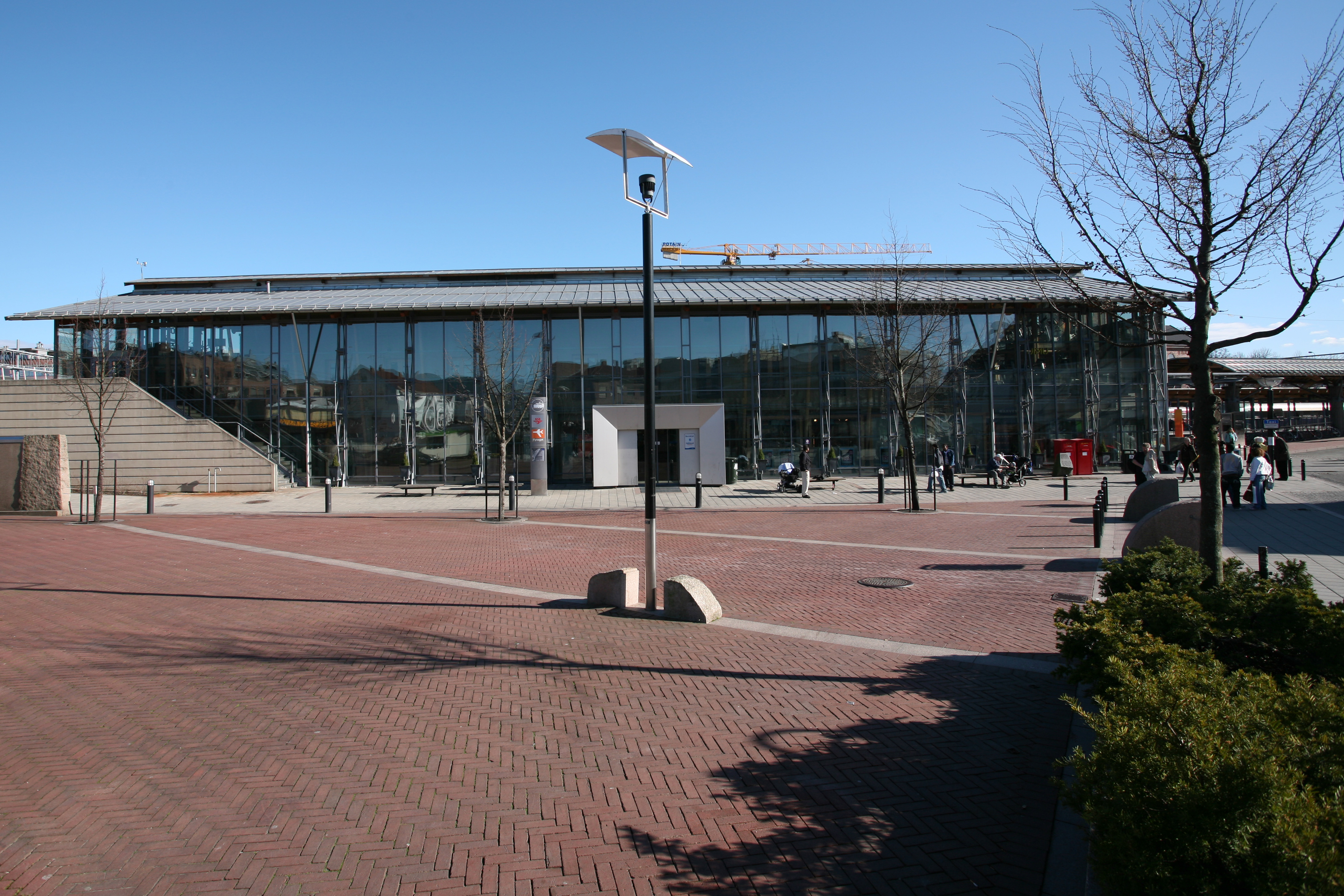
Station Asker
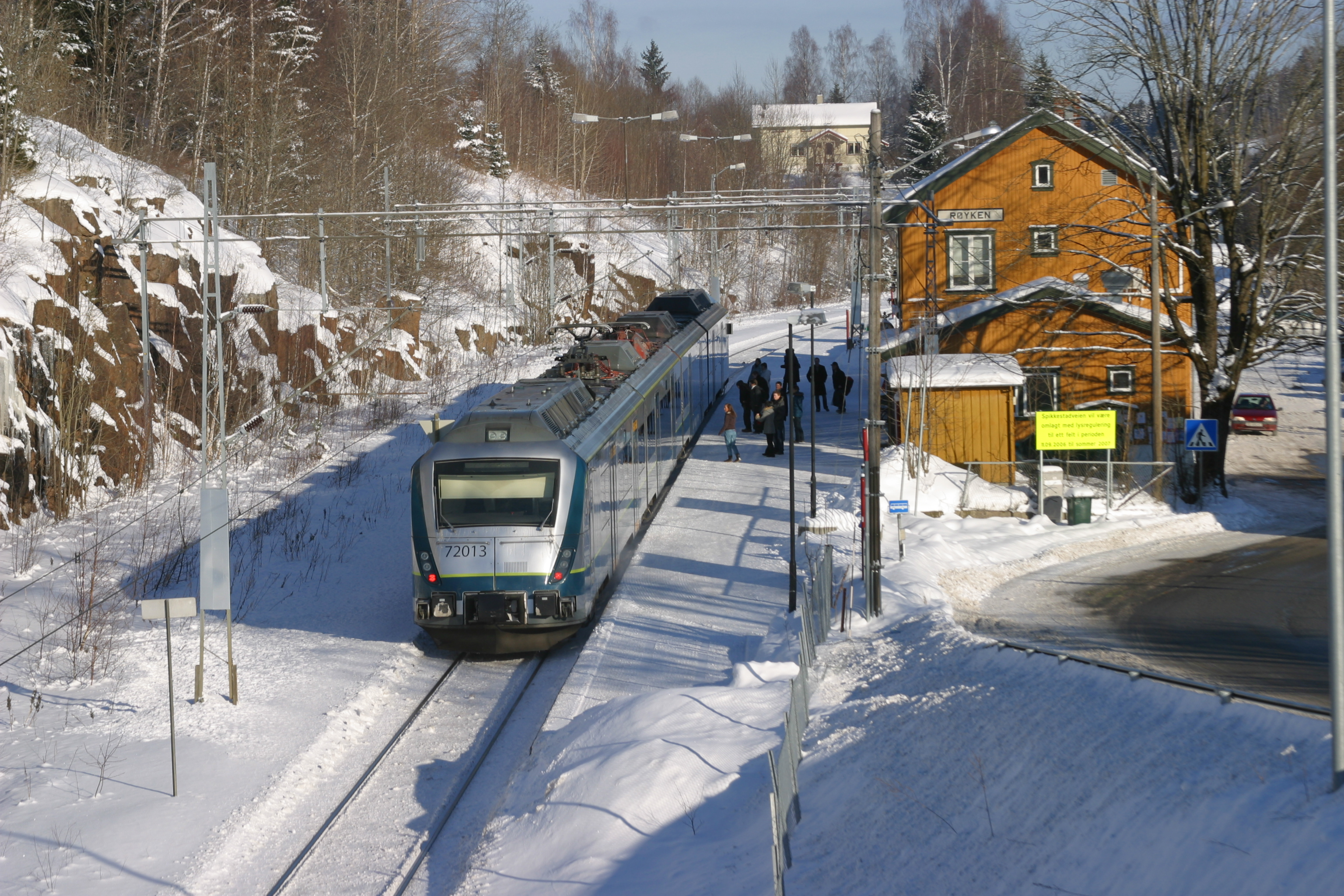
Station Røyken
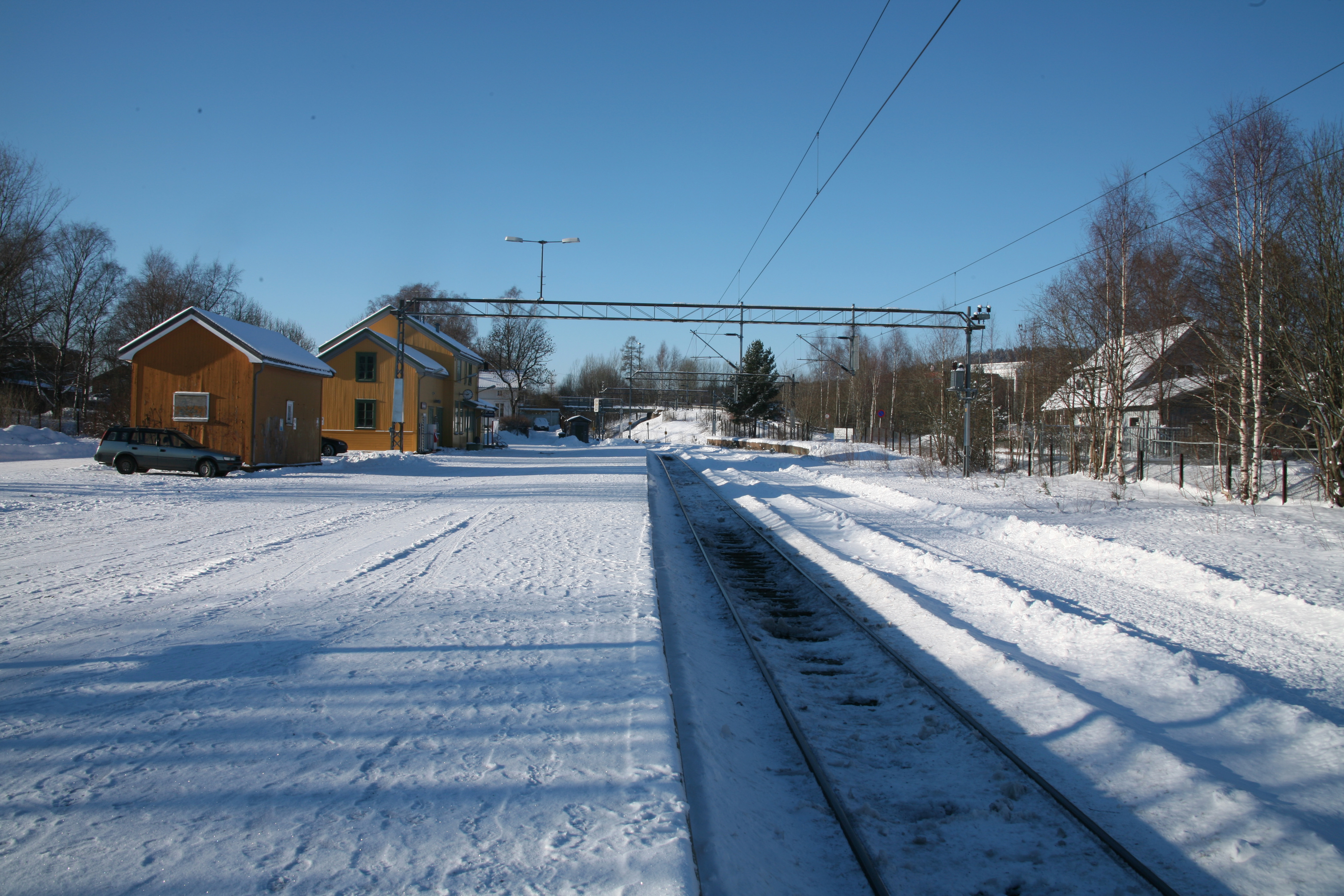
Station Spikkestad